# Siri (Software)
Siri ist eine Software von Apple, die der Erkennung und Verarbeitung von natürlich gesprochener Sprache dient und so Funktionen eines auch sogenannten intelligenten persönlichen Assistenten erfüllen soll. Siri läuft auf Apples Betriebssystemen iOS, macOS, watchOS, tvOS, iPadOS und visionOS. Ende 2016 verarbeiteten die Server von Apple rund 2 Milliarden Siri-Anfragen pro Woche.
Siri war anfangs unter iOS 5 ausschließlich für das iPhone 4s verfügbar. Mit iOS 6 wurde der Assistent auch auf iPads der 3. Generation und neuer, dem iPhone 5 und schließlich dem iPad mini und dem iPod touch der 5. Generation nutzbar. Am 9. September 2014 wurde die erste Apple Watch mit Siri-Unterstützung angekündigt. Genau ein Jahr später wurde der Apple TV der 4. Generation veröffentlicht, welcher auch Siri unterstützt. Mit der Veröffentlichung von macOS Sierra ist der Sprachassistent auch am PC unter macOS verfügbar. Seit 2024 wird Siri auch auf der Apple Vision Pro mit visionOS unterstützt.
Durch Updates der Betriebssysteme wird der Funktionsumfang laufend erweitert, wobei Kritiker formulieren, dass die Software der Konkurrenz unterlegen ist.

## Geschichte
Die Firma Siri Inc. wurde 2007 von Dag Kittlaus (CEO), Adam Cheyer (VP Engineering) und Tom Gruber (CTO/VP Design) gemeinsam mit Norman Winarsky (SRI International) gegründet. Das Unternehmen wurde nach einer Frau gleichen Vornamens, mit der Dag Kittlaus in Norwegen zusammengearbeitet hat, benannt. Am 13. Oktober 2008 gab Siri eine Finanzierung von 8,5 Millionen US-Dollar bekannt. Das Kapital steuerten Menlo Ventures und Morgenthaler Ventures bei. Im November 2009 gab Siri eine weitere Finanzierung von 15,5 Millionen US-Dollar bekannt; zu den bisherigen Investoren kam der in Hongkong ansässige Milliardär Li Ka-shing hinzu. Im April 2010 kaufte Apple das Unternehmen mit allen Rechten an den Produkten. Dag Kittlaus leitete das Projekt weiter bis zur Veröffentlichung des iPhone 4s und verließ anschließend Apple.
Siri wurde am 4. Oktober 2011 von Apple in einer Produktpräsentation des iPhone 4s vorgestellt. Zum Marktstart am 14. Oktober 2011 verstand Siri die Sprachen Englisch, Deutsch und Französisch; ebenso spricht das iPhone in diesen Sprachen Quittierungen und andere Ausgaben für den Nutzer. Apple kennzeichnete diese Version von Siri zunächst als eine Beta-Version, eine für Apples Veröffentlichungspolitik ungewöhnliche Maßnahme.
Das Siri-Protokoll wurde im November 2011 geknackt, sodass sich Siri theoretisch auch auf beliebigen anderen Geräten nutzen ließe. Mehreren Entwicklern ist eine Portierung von Siri auf das iPhone 4 gelungen. Apple äußerte sich dazu nicht. Beobachter vermuten jedoch, dass im iPhone 4s speziell für Siri angepasste Hardware eingesetzt wird oder dass Apple während der Beta-Phase die Zugriffszahlen auf die Server-Infrastruktur allmählich skalieren wollte. In der Anfangsphase gab es hierbei einige Probleme, zu denen Apple sich ebenfalls nicht äußerte.
Am 9. September 2015 wurde der Apple TV der 4. Generation veröffentlicht. Mit diesem war es von nun an auch möglich Siri auf dem TV zu nutzen. Die Sprachsteuerung wird dabei über die Siri Remote durch Gedrückthalten der Sprachtaste gestartet. Mit Siri lassen sich auf dem Apple TV viele der bekannten Funktionen nutzen, jedoch sind einige Funktionen eingeschränkt oder nicht verfügbar. Es ist außerdem möglich, sich Filme oder TV-Sendungen durch Nennen der Suchkriterien anzeigen zu lassen, z. B. „Zeige mir neue Komödien von Matthias Schweighöfer“.
Mit der Veröffentlichung von macOS High Sierra am 25. September 2017 wurden einige Funktionen, die Siri schon zuvor in iOS 11 gehabt hat, auf den Mac gebracht. Unter anderem bekam Siri ein neues Icon, eine natürlichere Stimme und einige weitere Funktionen, wie z. B. die Akzeptanz von Text als Eingabe.
Mit der Einführung von Apple Intelligence plant Apple, Siri grundlegend zu erweitern und stärker auf Künstliche Intelligenz und personalisierte Unterstützung zu setzen. Die neuen Funktionen, deren Einführung sich mehrfach verzögert hat, sollen nun im Herbst 2025 bereitgestellt werden. Zu den wichtigsten Neuerungen gehört der persönliche Kontext: Siri kann künftig E-Mails, Nachrichten, Dateien und Fotos durchsuchen und daraus Aufgaben ableiten, etwa das Auffinden von Passnummern oder das Filtern von Rezepten aus Chatverläufen. Zudem erkennt Siri Inhalte auf dem Bildschirm und kann beispielsweise Adressen aus Nachrichten direkt in Kontakte übernehmen oder Fotos auf Zuruf verschicken. Die Integration zwischen verschiedenen Apps wird vertieft, sodass Siri komplexe Aufgaben wie das Verschieben von Dateien oder das Bearbeiten und Versenden von Fotos per Sprachbefehl ausführen kann. Apple betont, dass diese Funktionen datenschutzfreundlich gestaltet werden und ein Großteil der Verarbeitung direkt auf dem Gerät erfolgt. Die Weiterentwicklung von Siri ist Teil der umfassenden KI-Strategie von Apple, die mit Apple Intelligence auf iPhone, iPad und Mac umgesetzt wird.

## Funktionen
Das Programm kann als persönlicher Assistent agieren, indem es auf Fragen des Nutzers passende Antworten liefert oder Kommandos ausführt, die sonst eine manuelle Eingabe erfordern. Das Gerät mit der Siri-Software soll also ohne Sichtkontakt für komplexere Aufgaben bedient werden können. Um Siri zu aktivieren, wird zu Beginn der Home-Knopf gedrückt und kurz gehalten. Ab dem iPhone 6s und dem iPad Pro 9,7″ kann Siri auch berührungslos über das Aktivierungswort „Hey, Siri“ aktiviert werden und mit der Einführung von iOS 17 zudem das Aktivierungswort „Siri“. Auf älteren Geräten funktioniert dies nur, wenn das Gerät an eine Stromquelle angeschlossen ist.
Danach reagiert Siri auf Zurufe, die in der Folge beispielsweise Anrufe zu Personen im Telefonbuch aufbauen, Kalendereinträge vornehmen, Erinnerungen zu Veranstaltungen oder Gedächtnisstützen aufnehmen kann. Auch umfangreichere Anfragen, die die Erreichbarkeit von Webservices voraussetzen, sind implementiert, darunter Entfernungen zwischen Orten zu berechnen, Wettervorhersagen abzurufen oder in Lexika wie Wikipedia und Wolfram Alpha zu recherchieren. Es sind nicht alle Funktionen in allen Sprachversionen verfügbar. So sind etwa Verkehrsinformationen und Anfragen bei Wolfram Alpha nur auf Englisch bzw. in den Vereinigten Staaten verfügbar.
Des Weiteren kann die Software von blinden beziehungsweise sehbehinderten Menschen genutzt werden. In Kombination mit der Barrierefreiheit-Einstellung VoiceOver bietet sich ihnen mit Hilfe von Siri die Möglichkeit, Tweets zu lesen und zu verfassen sowie auf YouTube Videoclips auszuwählen. Bei einmaliger Berührung eines Buttons auf dem Smartphone-Display erfährt der Nutzer akustisch den Namen des Symbols, per Doppel-Tap kann er die Anwendung öffnen.
Grundsätzlich haben iOS-Nutzer die Möglichkeit, ihre Daten vor unbefugtem Zugriff durch einen Code zu sperren. In der Standardeinstellung funktioniert Siri aber auch bei gesperrtem Bildschirm und ermöglicht Dritten ohne Entsperrung die Abfrage von Nachrichten, Kontakten und Kalendereinträgen, was insbesondere für Unternehmen ein Sicherheitsrisiko darstellt. Dies lässt sich durch eine Änderung der Einstellungen für den Sperrbildschirm beheben. Kontakte können seit iOS 7.1.2 auf diese Weise nicht mehr ohne Code abgefragt werden.
2017 gab Apple bekannt, für die Siri-Suchfunktion bei Web-Anfragen über iOS sowie in der Spotlight-Funktion auf dem Mac künftig wieder Google statt Microsofts Bing zu verwenden. Einer Analystenschätzung zufolge erhalte Apple von Google 2017 für diese Voreinstellung von Google als Suchmaschine etwa drei Milliarden Dollar, wodurch Google zirka fünf Prozent des operativen Gewinns von Apple generiere.
Die erste Generation der deutschen Stimme basierte auf Aufnahmen der Schauspielerin Heike Hagen. Seit dem Update 2019 wird die Stimme Siris rein technisch erzeugt.
Seit Herbst 2020 unterstützt Siri auch Musik-Apps von Drittanbietern.

## Technik
Die mit Speex komprimierten Sprachdaten werden, bei bestehender Internetverbindung an einen Apple-Server über eine verschlüsselte HTTPS-Verbindung nach dem Client-Server-Prinzip übertragen, dort verarbeitet und das Ergebnis an das iOS-Gerät zurückgemeldet. Jede Anfrage ist mit einem eindeutigen Identifier signiert, mit dem Apple sicherstellt, dass es keine unautorisierten Anfragen gibt. Das Vorläuferkonzept stammt ursprünglich von der gleichnamigen Siri Inc., die Apple im Jahr 2010 übernommen hatte. Hervorgegangen ist dieses aus dem Projekt „CALO“ des amerikanischen Militärs, welches 2003 von der DARPA ausgeschrieben wurde.

## Stimme in Filmen und Podcasts
Für den 2017 erschienenen Film The LEGO Batman Movie wurde Siri als Stimme von Batmans Computer „Puter“ eingesetzt. Siri wird als Ansagestimme für die Podcasts The Joe Rogan Experience (amerikanisches Englisch) und Die sogenannte Gegenwart (deutsch) verwendet.

## Rezeption
Bei einer Umfrage, die vom Wall Street Journal und ABC News im Mai 2012 durchgeführt wurde, äußerten 55 Prozent ihre Zufriedenheit mit dem Dienst, 36 Prozent legten sich nicht fest und 9 Prozent waren eher unzufrieden.

## Kontroversen und Kritik
Der Datenschutz bei der Nutzung von Siri wurde wiederholt diskutiert und kritisiert. 
So wird angezweifelt bzw. Apple vorgeworfen, dass Siri ohne durch Nutzer mit „Hey, Siri“ aktiviert worden zu sein, Gespräche aufzeichnete und diese für Werbezwecke genutzt wurden. Stand 2025 versucht Apple die Vorwürfe in den USA durch einen Vergleich in Höhe von 95 Millionen US-Dollar beizulegen, da Apple im Zuge eines Gerichtsverfahren nach Schätzungen rund 1,5 Milliarden Dollar zahlen müsste.
Zur sicheren Nutzung des Assistenten wird empfohlen, Geräte vor dem Zugriff dritter zu schützen und den Dienst bei Nichtverwendung immer zu deaktivieren. Nutzer sollen ihre Datenschutzeinstellungen kennen und anpassen und die erhobenen Daten regelmäßig einsehen und gegebenenfalls löschen.